# Myndigheternas skrivregler
Myndigheternas skrivregler är en samling skrivregler som från och med den åttonde upplagan (2014) ges ut av Språkrådet, i syfte att skapa konventioner för språkvård inom svensk förvaltning. Tidigare upplagor gavs ut av Regeringskansliet.
Skrivreglerna finns fritt tillgängliga på internet och som tryckt publikation. De uppdateras inte lika ofta som TT-språket, som ges ut av Tidningarnas Telegrambyrå.[källa behövs]